# Nikolaikirche (Film)
Nikolaikirche ist die Verfilmung des gleichnamigen Romans von Erich Loest, der auch am Drehbuch mitwirkte. Der Film wurde 1995 unter der Regie von Frank Beyer gedreht. Er beleuchtet die letzten Monate der DDR und zeigt, warum sich so viele Menschen in der Leipziger Nikolaikirche versammelten. Nikolaikirche war eine zweiteilige Produktion für das Fernsehen. Es gibt auch eine kürzere Kinofassung, die vom Regisseur selbst geschnitten wurde.

## Handlung
Gezeigt wird die Familie eines verstorbenen Generals der Staatssicherheit im Spannungsfeld zwischen Stasi und Friedensbewegung. Während die Hauptfigur, seine Tochter Architektin Astrid Protter die Verlogenheit des Systems erkennt und Auswege sucht, profiliert sich ihr Bruder Alexander Bacher weiter als Offizier der Staatssicherheit, versucht aber, seine Familie vor Nachstellungen der eigenen Behörde zu schützen. Die Auseinandersetzungen gipfeln in den Montagsdemonstrationen von 1989. Während die Staatsmacht brutal gegen die Demonstranten vorgeht, antworten diese mit Schweigen und ziehen am verbarrikadierten Stasigebäude vorbei.

## Filmografie
- 1995: Nikolaikirche Leipzig: Frank Beyer verfilmt Erich Loests Roman (TV, WDR)

## Kritiken
- Lexikon des internationalen Films: Der Film konzentriert sich auf eine zerrissene Leipziger Funktionärsfamilie, den Überwachungsapparat der Stasi und zwei Kirchengemeinden, Refugien in einem Meer aus Lethargie und Zynismus. Er bemüht sich um historische Wahrheit und Stimmigkeit im Detail, gerät aber mitunter in die Nähe der Kolportage.[1]